# Microplitis espinachi
Microplitis espinachi är en stekelart som beskrevs av Walker 2003. Microplitis espinachi ingår i släktet Microplitis och familjen bracksteklar. Inga underarter finns listade i Catalogue of Life.